# Sara Canning
Sara Canning is een Canadese actrice. Ze speelde tot nu toe enkel gastrollen in televisieseries en in televisiefilms. Zo was ze in 2008 twee afleveringen te zien in Smallville en in 2009 in een aflevering van Kyle XY. In dat laatste jaar speelde ze ook de hoofdrol in de televisiefilm Taken in Broad Daylight.
Sinds 2009 was ze te zien als Jenna Sommers in de televisieserie The Vampire Diaries. In 2011 werd bekend dat Sara de serie verliet omdat haar personage uit de serie was geschreven. In 2018 speelde ze ook een kleine rol in de serie Once Upon a Time.

## Filmografie
- Gemeinsame Normdatei: 1067252479
- International Standard Name Identifier: 0000 0003 5625 4790
- Library of Congress Control Number: no2011134751
- Virtual International Authority File: 181764113
- WorldCat: E39PBJtMk7KbQRHdH4JhbdcpT3